# ドクター・デス
ドクター・デス (Doctor Death) は、1935年にデル・マガジンズ社から出版された短命なパルプ・マガジンのタイトル、およびその雑誌でフィーチャーされたメイン・キャラクターの名前。

## 書誌情報
初出は、「オール・ディテクティブ・マガジン(All Detective Magazine)」誌1934年7月号に掲載されたエドワード・P・ノリス(Edward P. Norris)による短編「ドクター・デス(Doctor Death)」。
彼は更に3編のドクター・デスもの（下記）を同誌に発表している。
- Cargo of Death（1934年9月）
- Death's I.O.U.（1934年10月）
- Thirteen Pearls（1935年1月）

1935年2月、「オール・ディテクティブ・マガジン」は「ドクター・デス」誌としてリニューアルされた。
新ストーリーは、ゾロ(Zorro)というペンネームでハロルド・ワード(Harold Ward)によって書かれた。
「ドクター・デス」誌は1935年2月、3月、4月の3号が発刊され、それぞれの号に一編ずつ、新しい小説が掲載された。
- 12 Must Die（1935年2月）
- The Gray Creatures（1935年3月）
- The Shriveling Murders（1935年4月）

## キャラクター
リニューアル前のドクター・デスは直接的な犯罪者であったが、今度の彼は一種のマッドサイエンティストとして設定された。
ドクター・デスの正体は、イエール大学の前教授のランス・マンダリン(Rance Mandarin)博士である。彼は科学の進歩と工業化に対して精神異常的な憎しみを有するオカルティストである。
彼は世界を始原の至福状態に戻すことこそ使命であると信じ、ゾンビー、精霊、消滅光線、そして共産主義の理念をもってそれを成そうとする。
ドクター・デスに対抗するのは、オカルト探偵ジミー・ホルム(Jimmy Holm)に率いられた組織「スカーレット・トゥエルヴ(Secret Twelve)」である。